# Кертіс Єблі
Кертіс Фабрис Марлон Єблі або просто Кертіс Єблі (фр. Curtis Yebli, нар. 30 березня 1997, Еврі, Франція) — французький футболіст, півзахисник клубу «Арсенал» (Київ).

## Життєпис
Народився в містечку Еврі, у регіоні Іль-де-Франс. Вихованець футбольної академії «Нансі», в якій займався до 2014 року. За першу команду «Нансі» не провів жодного офіційного матчу. Натомість з 2014 по 2015 рік захищав кольори «Нансі Б» в другому дивізіоні аматорського чемпіонату Франції (п'ятий дивізіон чемпіонату Франції), у складі якого провів 2 поєдинки.
У 2015 році виїхав до Італії, де підписав контракт з «Барі». Дебютував за команду з однойменного міста 6 травня 2017 року в поєдинку Серії B в поєдинку проти «Авелліно». До 2018 року відіграв за «Барі» 2 поєдинки в другому дивізіоні італійського чемпіонату. У 2017 році відправився в оренду до клубу «Ареццо», який виступав в Серії C. Дебютував у футболці «Ареццо» 28 квітня 2018 року в переможному поєдинку 37-му туру Серії C проти «Пізи». Кертіс вийшов на поле на 85-й хвилині, замінивши Луку Луллі. У складі «городян» зіграв 21 матч в Серії C.
8 серпня 2018 року потрапив до заявки на сезон новачка УПЛ, київського «Арсеналу».